# Thespidae

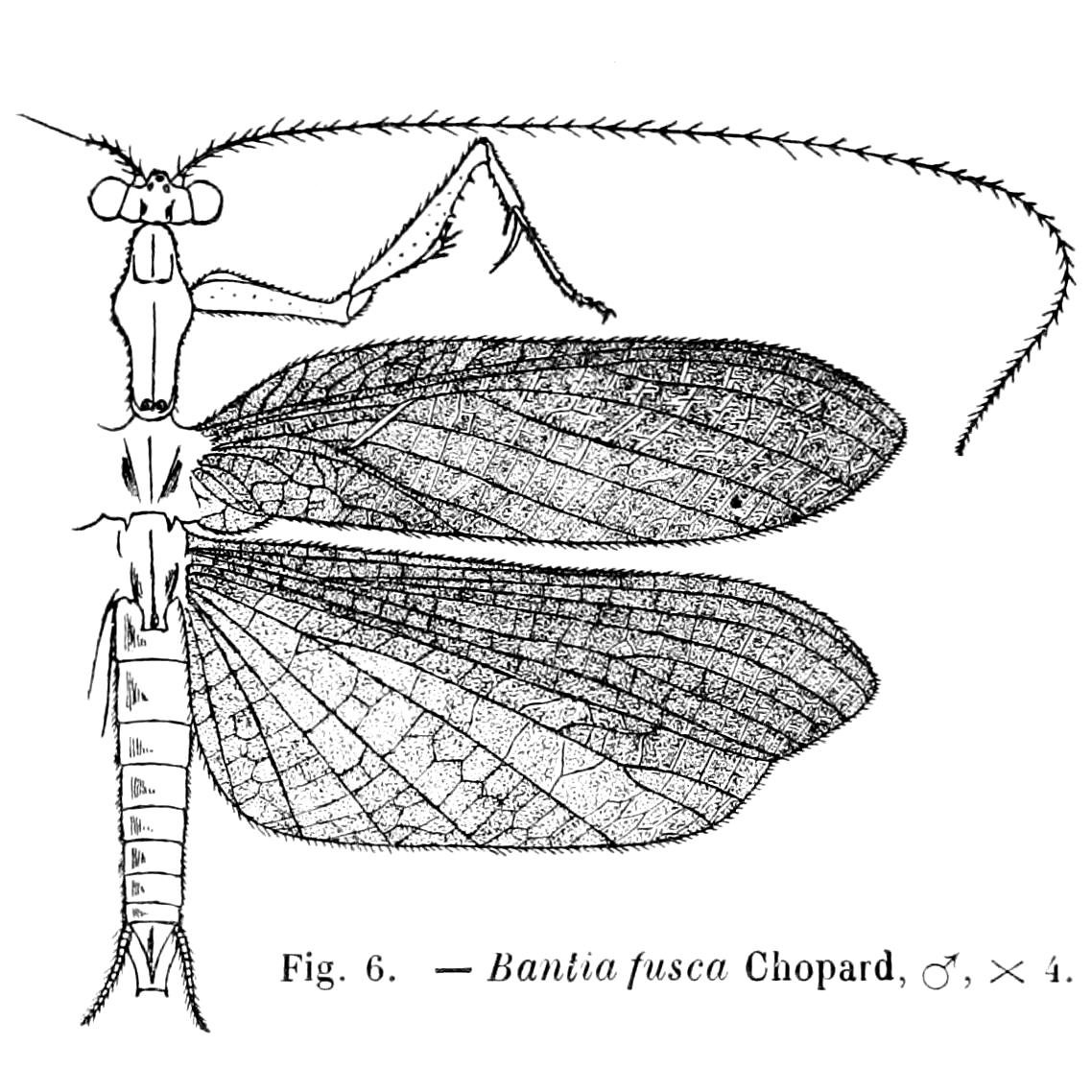
Bantia fusca z podrodziny Bantiinae.

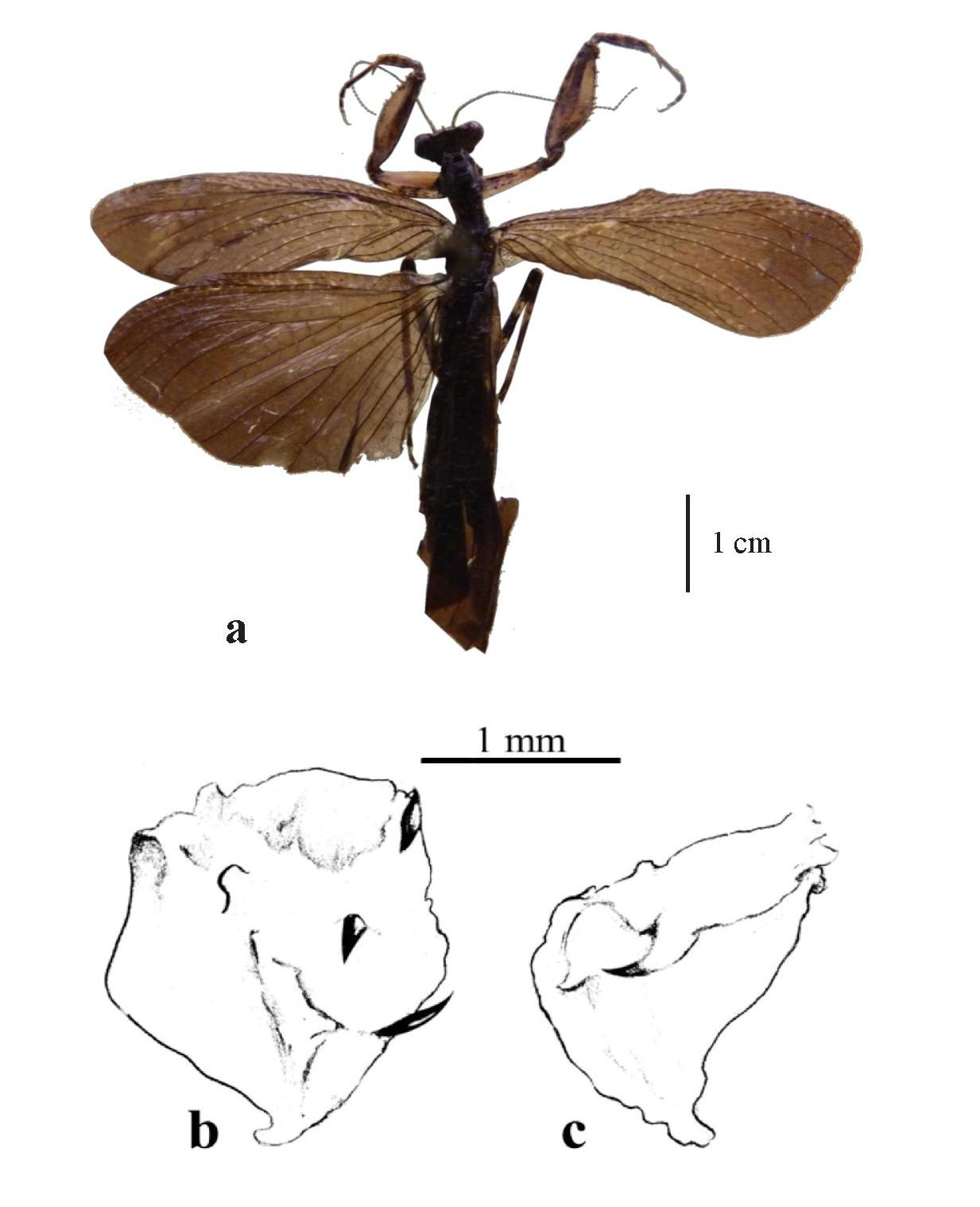
Pseudomiopteryx spinifrons z podrodziny Pseudomiopteryginae.

Thespidae – rodzina modliszek z podrzędu Eumantodea, jedyna z monotypowej nadrodziny Thespoidea. Zamieszkują obie Ameryki, przy czym większość występuje w krainie neotropikalnej.

## Morfologia

### Owad dorosły
Modliszki osiągające od 9 do 66 mm długości ciała. U samców całe ciało, włącznie z odnóżami, czułkami i wszystkimi skrzydłami porośnięte jest gęstym i drobnym owłosieniem, szczególnie dobrze rozwiniętym na spodzie ciała i wzdłuż kostalnych krawędzi skrzydeł. U samic owłosienie jest znacznie rzadsze i trudno dostrzegalne.
Człony czułków samca mają przedwierzchołkowo umieszczoną obrączkę ze szczecinek co najmniej tak długich jak człon z którego wyrastają.
Tułów ma wyraźnie zaznaczone rozszerzenia nadbiodrowe. Kształt przedplecza jest rombowaty lub wydłużony. Na zapiersiu nie występuje pojedynczy narząd tympanalny (ucho cyklopowe). Samice są zawsze całkowicie pozbawione skrzydeł, posiadają jednak ich szczątkowe zalążki z prześwitującymi przez oskórek śladami użyłkowania. U samców występują obie pary skrzydeł. Na błonach mają one gęsto rozmieszczone szczecinki, dobrze widoczne przy oświetlaniu owada od tyłu. Skrzydła pary przedniej (tegimy) cechują się wydłużonymi pterostygmami.
Odnóże przedniej pary ma biodro o wydłużonym płacie grzbietowo-wierzchołkowym, a udo wydłużone, o rowku do chowania pazurka przemieszczonym w jego część odsiebną. Na udzie tym znajduje się od 5 do 15 kolców przednio-bocznych i niemal zawsze cztery kolce tylno-brzuszne, a wyjątkowo jeden kolec tylno-brzuszny. Na płatach wierzchołkowych uda kolce nie występują. Kolce dyskoidalne na przednim udzie zwykle są cztery, rzadziej trzy. Goleń przedniego odnóża jest wyprostowana, zaopatrzona w od 1 do 12 kolców przednio-bocznych i od 1 do 9 kolców tylno-bocznych. Jedną z synapomorfii rodziny jest przemieszczenie jednego lub dwóch najbardziej odsiebnych spośród kolców przednio-brzusznych na pozycję bardziej grzbietowo-boczną, a nawet typowo grzbietową; cecha ta, choć obecna jest u wszystkich nimf, wtórnie zanika jednak u osobników dorosłych części taksonów. Odnóża pary środkowej i tylnej są kroczne i zupełnie pozbawione kolców.
Odwłok ma trójkątną w zarysie płytkę nadodbytową. Przysadki odwłokowe są krótsze niż połowa długości odwłoka, walcowate, bez elementów spłaszczonych i rozszerzonych. Samcze genitalia mają w pełni zesklerotyzowane fallomery. Lewy z nich ma blaszkę grzbietową wyposażoną w zaokrąglony płat. Wyrostki zespołu lewej strony są porozdzielane. Pierwotny wyrostek dystalny przemieszczony jest na lewą stronę fallomeru brzusznego i leży naprzeciwko zaokrąglonego płata blaszki grzbietowej. Wtórny wyrostek dystalny umieszczony jest natomiast na płacie brzusznym fallomeru brzusznego.

### Kokon jajowy
Ooteka ma kształt prostokątny, czasem z wyrostkiem dystalnym. Barwę ma zwykle słomkową do jasnobrązowej, niekiedy z rudym odcieniem. Początkowo pokryta jest warstwą białawego, gąbczastego materiału, jednak w wyniku działania czynników środowiskowych z czasem ściera się on i może częściowo odsłaniać ścianę kokonu. Rejon wylęgowy zwykle umieszczony jest w podłużnym wgnieceniu na grzbietowej stronie kokonu. Brzuszna strona ooteki przytwierdzona jest do płaskiej powierzchni, takiej jak liść, kora czy skała.

## Ekologia i występowanie
Owady rozmieszczone od nizin po góry, w Andach dochodzące do 3500 m n.p.m. Występują w siedliskach od suchych po silnie wilgotne, od półpustynnych, przez łąkowe, sawannowe i krzewiaste aż po lasy deszczowe. Bytować mogą na ziemi, w ściółce lub na rozmaitej roślinności, w tym na epifitach.
Rodzina amerykańska, głównie neotropikalna; jedynie dwa rodzaje z podrodziny nominatywnej w południowo-wschodniej części Stanów Zjednoczonych zahaczają zasięgami od Nearktykę.

## Taksonomia i ewolucja
Takson ten wprowadził Henri de Saussure w 1869 roku jako legion Thespites. W systemie Ermanna Giglio-Tosa z 1919 roku klasyfikowany był jako podrodzina Thespinae w obrębie modliszkowatych, zawierająca plemiona: Euchomenellae, Schizocephalae, Leptocolae i Thespes. Anton Handlirsch w systemie z 1930 roku zaliczył owe plemiona do podrodziny Mantinae. W systemie Luciena Choparda z 1949 roku omawiany takson otrzymał już rangę osobnej rodziny. W klasyfikacji Maxa Beiera z 1964 roku miał rangę podrodziny Thespinae w obrębie modliszkowatych, podzielonej na plemiona Pseudomiopterygini, Thespini, Parathespini i Hoplocoryphini. W systemie Reinharda Ehrmanna i Rogera Roya z 2002 roku występowała rodzina Thespidae podzielona na podrodziny Haaninae, Hoplocoryphinae, Miopteryginae, Oligonicinae, Pseudomiopteriginae i Thespinae, ta ostatnia z plemionami Thespini i Parathespini.
W bazującym na wynikach molekularnej analizy filogenetycznej systemie Julia Riviery i Gavina J. Svensona z 2016 roku Thespidae zostały wyróżnione jako jedna z rodzin w obrębie nadrodziny Acanthopoidea i podzielone na pięć podrodzin. W uwzględniającym także dane morfologiczne systemie Christiana J. Schwarza i Roya z 2019 roku Thespidae umieszczono w monotypowej nadrodzinie Thespoidea i podzielono na sześć podrodzin, wynosząc do rangi podrodziny jedno z występujących w uprzednim systemie plemion.
Do rodziny zalicza się 34 rodzaje, zgrupowane w sześciu podrodzinach, z których dwie dzielą się na po dwa plemiona, z których z kolei jedno dzieli się na dwa podplemiona:
- Bantiinae Rivera et Svenson, 2016
- Miobantiinae Roy, 2013
- Musoniellinae Rivera et Svenson, 2016
  - Leptomiopterygini Schwarz et Roy, 2019
  - Musoniellini Rivera et Svenson, 2016
- Pseudomiopteryginae Giglio-Tos, 1915
- Pseudopogonogastrinae Rivera et Svenson, 2016
- Thespinae Saussure, 1869
  - Oligonychini Saussure, 1892
    - Pogonogasterina Beier, 1935
    - Oligonychina Saussure, 1892

  - Thespini Saussure, 1869

Według wyników analiz Riviery i Svensona z 2016 roku oraz Schwarza i Roya z 2019 roku Thespidae zajmują w obrębie kladu Amerimantodea pozycję bazalną. W obrębie Thespidae natomiast pozycję bazalną zajmują Pseudopogonogastrinae. Thespinae zajmują pozycję siostrzaną dla Musoniellinae, tworząc z nimi klad siostrzany dla Miobantiinae. Klad tworzony przez te trzy podrodziny zajmuje z kolei pozycję siostrzaną dla kladu tworzonego przez Bantiinae i Pseudomiopteryginae.